# Кыргызстан на зимних Олимпийских играх 2002
Кыргызстан принимал участие в Зимних Олимпийских играх 2002 года в Солт-Лейк-Сити (США) в третий раз за свою историю, но не завоевал ни одной медали. В команду вошли всего 2 спортсмена: биатлонист Александр Тропников и прыгун с трамплина Дмитрий Чвыков (на зимних Олимпийских играх 1998 представлял Казахстан).

## Биатлон
Спортсменов — 1
| Спортсмен           | Дисциплина           | Время     | Стрельба | Отставание | Место |
| ------------------- | -------------------- | --------- | -------- | ---------- | ----- |
| Александр Тропников | Спринт               | 29:30.2   | 1+1      | +4:38.9    | 77    |
| Александр Тропников | Индивидуальная гонка | 1.00:05.3 | 0+1+1+0  | +9:02.0    | 73    |

## Прыжки на лыжах с трамплина
Спортсменов — 1
| Спортсмен      | Дисциплина | Квалификация | Квалификация | Первая попытка | Первая попытка | Финал     | Финал     | Финал          |
| Спортсмен      | Дисциплина | Баллы        | Место        | Баллы          | Место          | Баллы     | Всего     | Итоговое место |
| -------------- | ---------- | ------------ | ------------ | -------------- | -------------- | --------- | --------- | -------------- |
| Дмитрий Чвыков | К-90       | 104.0        | 27 (Q)       | 101.5          | 41             | Не прошёл | Не прошёл | 41             |
| Дмитрий Чвыков | К-120      | 88.5         | 30 (Q)       | 98.4           | 39             | Не прошёл | Не прошёл | 39             |